# شاه رومانیایی‌ها
شاه رومانیایی‌ها (به رومانیایی:Regele Românilor) لقب شاهان پادشاهی رومانی از ۱۸۸۱ تا ۱۹۴۷ میلادی بود. در ابتدای این دوره، رومانی از امپراتوری عثمانی مستقل شد و در پایان آن، جمهوری خلق رومانی جایگزین سلطنت شد و آخرین شاه رومانی، میخاییل اول وادار به کناره‌گیری گردید. لازم به ذکر است که میخاییل اول رومانی در سال ۲۰۱۷ درگذشته است.

## شاهان رومانی (۱۸۸۱-۱۹۴۷)
| نام                   | دوره زندگی                               | آغاز سلطنت     | پایان سلطنت    | توضیحات             | خاندان               | نشان خاندان | عکس |
| --------------------- | ---------------------------------------- | -------------- | -------------- | ------------------- | -------------------- | ----------- | --- |
| کارول اول             | ۲۰ آوریل ۱۸۳۹ - ۱۰ اکتبر ۱۹۱۴ (۷۵ سالگی) | ۱۵ مارس ۱۸۸۱   | ۱۰ اکتبر ۱۹۱۴  | -                   | هوهن‌زولرن-زیگمارینگن |             |     |
| فردیناند اول          | ۲۴ اوت ۱۸۶۵ - ۲۰ ژوئیه ۱۹۲۷ (۶۱ سالگی)   | ۱۰ اکتبر ۱۹۱۴  | ۲۰ ژوئیه ۱۹۲۷  | برادرزاده کارول اول | هوهن‌زولرن-زیگمارینگن |             |     |
| میخاییل اول دوره نخست | ۲۵ اکتبر ۱۹۲۱ - ۵ دسامبر ٢۰۱٧ (٩۶ سالگی) | ۲۰ ژوئیه ۱۹۲۷  | ۸ ژوئن ۱۹۳۰    | نوه فردیناند اول    | هوهن‌زولرن-زیگمارینگن |             |     |
| کارول دوم             | ۱۵ اکتبر ۱۸۹۳ - ۴ آوریل ۱۹۵۳ (۵۹ سالگی)  | ۸ ژوئن ۱۹۳۰    | ۶ سپتامبر ۱۹۴۰ | پسر فردیناند اول    | هوهن‌زولرن-زیگمارینگن |             |     |
| میخاییل اول دوره دوم  | ۲۵ اکتبر ۱۹۲۱ - ۵ دسامبر ٢۰۱٧ (۹۶ سالگی) | ۶ سپتامبر ۱۹۴۰ | ۳۰ دسامبر ۱۹۴۷ | پسر کارول دوم       | هوهن‌زولرن-زیگمارینگن |             |     |

## نشان‌ها

نشان سلطنتی (۱۸۸۱–۱۹۲۲)
نشان سلطنتی (۱۹۲۲–۱۹۴۷)